# 大雄戰記ACE
大雄戰記ACE（のび太戦記ACE）(ACE的全寫是Another Century's Episode)是日本的網友aaa以RPG Maker 2000來製作的同人遊戲。這遊戲的世界觀是以NAMCO x CAPCOM來作基礎，再加入哆啦A夢、機動戰士鋼彈SEED DESTINY、超級瑪利歐等作品的同人RPG。現在本作進度是Epsode４～暗黒の黙示録～的先行版，這遊戲大概是8個月至一年才推出一個Epsode。

## 故事
本故事的的時間點是NAMCO x CAPCOM的兩年後和のび太戦記～導かれし者たち～的一年後。
文明技術所發達的世界「物質界」、劍與魔法的世界「幻想界」、神所居住的世界「神界」
惡魔所居住的世界「魔界」現在的二萬年前、以上的四個世界原是一體。
各種族以平等的身份，神、人類、惡魔互相協力築成互相配合的豐富世界。
可是，這世界有少數持有邪惡心靈的人們為了自己的欲望、令這世界充滿了破壞和混亂。
魔大戰就此開始了…
長期的戰鬥使大地疲憊、含毒的障氣也因此所生。為了回避人們的滅亡，
追隨著神將世界一分為四、此時所生出來的「時の狭間」將這些持有邪惡心靈的人封印。
時間的經過，令人們也忘記了魔大戰的存在。
以某事件為契機各世界開始被確認的異世界的切點
而這個切點被物質界稱為「ゆらぎ」的
這個空間的扭曲令某個事件突如其來的展開・・・
世界現在，隱藏著動盪的預感打算開始。

## 各話標題

### Epsode1　力への執着
第１話　　　　運命の胎動
第２話　　　　並走せし歯車
第３話　　　　過去と未来の出会い
第４話　　　　仙人の導き
第５話　　　　ローズタウンの異変
第６話　　　　戦士たちの集い
第７話　　　　熱き眼差しの向こうに
第８話　　　　HEAVEN OR HELL
第９話　　　　力への執着

### Epsode２　蘇りし宿命
第１０話　　　　超変身
第１１話　　　　Gun Surviver
第１２話　　 　愚かなる鉄拳王
第１４話　　　　偽りの正義
第１５話　　　　繰り返される戦い

### Epsode３　すばらしき新世界
第１６話　　　　　　　魔界
第１７話　　　　　　　武器の逆襲
第１８話　　　　　　　妖怪道中記
第１９話　　　　　　　再開は絶望と共に
第２０話　　　　　　　ランタイムパッケージ
第２１話　　　　　　　血に染まる町
第２２話　　　　　　　新魔界大冒険
第２３話　　　　　　　死者への手向け
第２４話　　　　　　　ツァラトゥストラはかく語りき
第２５話　　　　　　　トモダチ

### Epsode４　～暗黒の黙示録～
第２６話　　　　　　　fresh fear
第２７話　　　　　　　真の強さ（先行版為未完成）

## 時間經歴
本作前三年：哆啦A夢引發了月見台大火災，將大雄家人和静香殺死
本作前兩年：大雄為了擊倒哆啦A夢而進行修行。同年，逢魔騷亂時代(Namco X Capcom的故事)開始。
本作前一年：大雄參加由Ｄカンパニー所主辦的格鬥王决定戰大會，並且優勝。同時更將魔大戰的兵器邪神シリヴス和哆啦A夢擊倒！同年，大雄外出旅行，行途不明
本作前一年～半年：太陽の雷開始，ヘリオス成為歴史上最大的狙罪組織。
本作開始：ヘリオス為世界融合作準備，更在各個世界進行破壞。

## 用語
透鏡(レンズ)
出處：Tales of Destiny系列
透鏡是一種擁有強大力量的淺藍色鏡子，本作裡只有第一話出現。
森羅(ジンラ)
出處：NAMCO x CAPCOM
物質界的特務機關，一般的工作是保護着「封閉指定都市澀谷「。
逢魔(オーマ)
出處：NAMCO x CAPCOM
物質界的一個以妖怪作戰力的組織，以破壞森羅万象為目標。(兩年前已滅亡)
逢魔騷亂時代
出處：のび太戦記ACE
兩年前由逢魔以次元轉移所引發的事件。
劍謢(ソーディアン)
出處：Tales of Destiny系列
劍謢(ソーディアン)是可以使用晶術的特殊劍，它們懂以特殊的音波來和「劍謢者(ソーディアンマスター)」進行對話。原作(Tales of Destiny系列)是有六把劍謢，可是本作和NAMCO x CAPCOM中登場的劍謢只有三把。
神之眼(神の眼)
出處：Tales of Destiny系列
神之眼(神の眼)是直徑６ｍ的透鏡(レンズ)，擁有令幻想界的天空城市的首都「達伊古羅夫特(ダイクロフト)復活的力量，在兩年前已毀滅。
Project‧Neo Century(プロジェクト・ネオセンチュリー)
出處：のび太戦記ACE
Project‧Neo Century(プロジェクト・ネオセンチュリー)是ヘリオス的一個巨大計畫，這計畫的詳細是一切不明，可是已知道的是和四人之聖女有關。
赫里俄斯(ヘリオス)
出處：のび太戦記ACE
赫里俄斯(ヘリオス)是哆啦A夢在「物質界」所設立的犯罪組織，擁有著超越現時「物質界」的科技，和各國也沒有這組織的資料。
迪瑪昴(デマオン)
出處：大雄的魔界大冒險、大雄的新魔界大冒險~7人的魔法使者~
迪瑪昴(デマオン)在本作是「魔界」傳說中的大魔王，和出處的設定有些不同，可是不死身的設定還在。
本作的德露雅卡(ドルアーガ)就是利用了迪瑪昴來復活，雖然是不死身，可是迪瑪昴對胖虎擁有恐怖的感覺，留下了「銀之飛鏢」(銀のダーツ)和「主星」(アルファ星)的話就離開了他所開設的德露雅卡之塔(ドルアーガの塔)。
Deflector(ディフレクター)
出處：洛克人DASH系列
內部藏有巨大能量的柱狀結晶體（本人沒有玩洛克人DASH，所以不知道詳情）
極美好的新世界(すばらしき新世界)
出處：NAMCO x CAPCOM
『すばらしき新世界』原是『NAMCO x CAPCOM』的OP曲，在本作中為『融合後的世界』的統稱。
Run time package界(ランタイムパッケージ界)
出處：のび太戦記ACE(？)，Rpg Maker 2000
Run time package界是艾克斯所居住的世界，因為沒有明顯的世界觀，所以能發生一些物質界和幻想界所混合的事情
太陽の雷(太陽之雷)
出處：のび太戦記ACE
太陽の雷(太陽之雷)是在本作EP1前一年～半年時由赫里俄斯(ヘリオス)所引發的世界級規模犯罪襲撃。多個國家同時受到攻撃，從那以後赫里俄斯成為了歷史上最大的犯罪組織

## 人物

### 我方人物
野比大雄(野比のび太)
登場作品：のび太戦記～導かれし者たち～
BGM：少年期，？？？
本作年齡：12
武器：大刀、雙槍
登場話數：EP1 第一話、第三話至第九話，EP3 第二十五話，EP4 第二十六話
技能：スラッシュウェーブ，ガンブレイク，ダミーソード……(其他未公開)
奧義：マキシマムブレード、光の剣(第二十五話後追加)
本作的主角，在某一件事件令他的命運改變，並且捨棄了一切的去戰鬥。
一年前的戰鬥後，他便從認識自己的人面前消失(在のび太戦記～導かれし者たち～的ED是說旅行)。
一年後，接收了女神イシター的召換，在神界中再出現…而且這一日也是再一次和那位「朋友」戰鬥的日子。
為了再一次打倒那位「朋友」，他與ワルキューレ和幻想界的同伴們一起踏上了另一次的旅行…
在天空寺院的激戰中，再一次遇見由自己在一年前擊敗的出木杉英才…
當他和出木杉戰鬥後，看見出木杉在這一次戰鬥的從容態度…就感到那位「朋友」的存在。結果，在和那位「朋友」的戰鬥後…因為大意而被出木杉和那位「朋友」弄至重傷！不久後，他露出了一副凶暴、失去理性的樣子…從各人的面前消失了…
他在失去理性時曾一次在魔界的龍宮城中和胖虎見面，可是他奪取了黄金の種後，再一次從人們面前消失…
他為了向那位「朋友」報仇…而捨棄了以前的自己，可是在他本人的心裏卻還存在著被隱藏的以前。
以前的他是一名溫柔的少年，射擊是以百發百中而自豪。
雖然擁有強大的力量，可是卻沒有察覺
在第二十五話中，將為了報仇而產生的邪惡的自己擊敗…令這力量覺醒！
※對比自己的寝相更差的斯坦爾感到驚訝。
有栖零兒(有栖零児)
登場作品：NAMCO x CAPCOM
BGM：ゆらぎの街のアリス
Namco X Capcon的聲優：井上和彥
原作年齡： 24
武器：護業(以日本刀「火憐」、「地體」和霰彈槍「柊樹」組成的武器)、手槍「金」(讀作gold)
登場話數：EP2 第十二話至第十五話，EP3 第二十話至第二十三話、第二十五話
技能：金(ゴールド)，紅蓮……(還有其他未公開的)
奧義：真羅万象(真羅万象)
物質界的特務機關，「森羅」的諜報員。
兩年前的戰鬥後，成為「森羅」的最高級諜報員。
本作他最初是和物質界的伙伴們一起以摳捕三島平八為目的，可是最後在吉夫的礙障下失敗。
然後，他被「森羅」的總本部長命令前往在不久前發生了「ゆらぎ」的地方…「日本東京都練馬區的月見台」。可是…在中途被大地鋼彈和兩年前的戰鬥中已死亡的「シャドルー」的親衛隊，ユーニ、ユーリ的襲擊。而他和伙伴們在苦戰下令她們撒退了…但是月見台的事件已被胖虎等人解决了，然後他們收到了新命令…要前往令兩年前的戰鬥開始的場所……「封閉指定都市澀谷」。
到達澀谷後，他從「森羅」的通信員中得知…ヘリオス已經在澀谷的地底建造了基地！正當他認為這事是不可能時，「森羅」的諜報員…本田和SAT的隊員被一種透明的怪物襲擊而逃來…正當零児等人也沒有對策時，KOS-MOS等人也到達了澀谷、並發動了「希爾伯特效應」。令他們也能將グノーシス擊退！
然後，他們在小夫從哆啦A夢的道具——成功進入了ヘリオス的基地……最後在基地的最深部再一次遇見自己的仇敵「沙夜」…更和她進行戰鬥！正當他將沙夜擊敗時，機器人王國的珍娜卻在他下手之時，出現阻止零児。然後知道了ヘリオス的目的是令世界再一次融合後，更和珍娜進行另一次激戰…正當零児等人以為能將ヘリオス毀滅時…
原來……這一切是ヘリオス的計謀！是為了珍娜口中所說的計畫，而需要拉遲時間…將整個往澀谷轉移去魔界！
零児和「小牟」所轉移的地方是一個名為RTP界的世界，在那個世界的勇者「艾克斯(Alex)」和魔王的幫助下，而再一次轉移到「閻魔大王」之處！正當他們剛剛到達時，從閻魔大王的口中知道了ヘリオス會襲擊正處於ドルアーガの塔的基魯加美修，然後他們就借用閻魔大王的力量去ドルアーガの塔…雖然及時幫助基魯加美修…
可是在「迪瑪昴(デマオン)」的力量下所復活的ドルアーガ的強大力量之下而慘敗！回到閻魔大王之間後，本田在ヘリオス的基地的通信塔中替零児開啟了「ワープケート(Warp Kate)」，給他再一次機會去ヘリオス的基地。
抵達了ヘリオス的基地後，零児和「ブルース」(布魯斯)、「ジル」、小牟一起前往通信塔！他們到達了通信塔後，在他們面前的……是被ドラコルル(德啦哥露露)注入了T-病毒的本田！結果…零児在沒辦法之下…只能將他殺掉！
在這次的事件後，零児就立訾毀滅ヘリオス！
小牟(小牟)
登場作品：NAMCO x CAPCOM
BGM：無(因為是附助角色)
Namco X Capcon的聲優：南央美
原作年齡： 765(ナムコ)
武器：水憐、手槍「銀」(讀作Silver)
登場話數：EP2 第十二話至第十五話，EP3 第二十話至第二十三話、第二十五話
技能：銀(シルバー)，水憐……(其他未公開)
奧義：無(附助角色)
物質界的特務機關，「森羅」的諜報員。
她是一隻因為動物長生，而化為人形的狐狸，被稱為「仙狐」，懂得「仙術」、「陰陽術」和「占術」。在有栖正護(零児的父親)還生存時，是一對拍檔，現在她的拍檔是零児。

隆(リュウ)
登場作品：快打旋風(ストリートファイター)系列
BGM：[ストリートファイターII]Stage Japan Ryu
Namco X Capcon的聲優：森川智之
Namco X Capcon的年齡：20前後
武器：空手(拳套)
登場話數：EP4 第二十七話
技能：波動拳，昇龍拳，竜巻旋風脚，呼吸法……(還有其他未公開的)
奧義：真空波動拳，真‧？？？
持有著名為『殺意の波動』(殺意之波動)的力量、並以『真の格闘家』(真的格鬥家)為目標的青年，本作是和『拳』(ケン)修行中救了在赫里俄斯(ヘリオス)的王座轉移來的胖虎。在胖虎清醒後，發現了胖虎體內有著強大的氣，胖虎此時則向他拜師，他當然是否决了。然後胖虎提出了和隆比試的請求，當然胖虎是敗北了，拳在這戰鬥中驚訝的說「喂喂，對著小鬼也不用昇龍拳吧！」然後指出胖虎的拳只是打架的拳，然後和胖虎一起修行。

風間仁(風間仁)
登場作品：鐵拳系列
BGM：[鉄拳タッグトーナメント(鐵拳Tag Tournament)]OPENING MOVIE
Namco X Capcon的聲優：千葉一伸
Namco X Capcon的年齡：21
武器：空手(拳套)
登場話數：EP2 第十二話
技能：風間流五連擊，風間流呼吸法……(其他未公開)
奧義：真空八連擊
身懐著名為「惡魔因子」(デビル因子)的物質界人類，他是因為自己的母親被「鬥神」殺掉，而投身於自己的爺爺「三島平八」學習「三島流喧嘩空手」。正當他在將「鬥神」擊敗時，因為三島平八想得到
「鬥神」的力量而從後偷襲仁！然後仁將原本對他爺爺的信賴被背叛，而捨棄學習已久的「三島流喧嘩空手」，學習正統的空手道，為毀滅邪惡的「三島家」而參戰！
本作最初出現是第十二話。因為他的性格是不懂得轉彎的關係，而用了直接突破的方法闖入了「三島財團」裏，令零児所計畫的潛入行動失敗。在零児等人和三島平八進行激戰時，他一下突入和三島平八之間！然後，因為吉夫的出現令三島平八逃走了。他知道三島平八是從窗戶逃走，所以他也用窗戶去追
史坦・艾爾隆(スタン・エルロン)
登場作品：Tales of Destiny
BGM：Bare its fangs
Namco X Capcon的聲優：關智一
Namco X Capcon的年齡：19
武器：劍謢・迪姆羅斯(ソーディアン‧ディムロス)
登場話數：EP1 第六話至九話，EP3 第十六話至第十八話、第二十一話、第二十五話
技能：飛燕連脚，虎牙破斬，獅子戦吼……(其他未公開)
奧義：殺劇舞荒剣
所持著擁有人格的劍，劍謢・迪姆羅斯的人。本作的初段是被基魯加美修所喚到在幻想界的ドルアーガの塔廃墟跡，正當他和「露蒂‧卡特雷特」正在等侍基魯加美修時…吉夫在斯坦爾前出現，並命令ヘリオス的士兵將史坦和露蒂所持有的劍「劍謢(ソーディアン)」搶走。吉夫的士兵被兩人所擊倒後，吉夫像是感覺到什麼的離開了……然而！ドルアーガ的怪物們出來了！！雖然是ドルアーガ的最低等怪物，可是只有一人來對付數隻怪物也太吃力了！突然，大雄等人的出現替他們解救了這個危機！當他們聽了ワルキューレ的說話後，就决定再一次踏上旅途！
裘達斯(ジューダス)
登場作品：Tales of Destiny 2
BGM：Lion-Irony of fate-
Namco X Capcon的聲優：綠川光
Namco X Capcon的年齡：16(已故)
武器：劍，劍謢・夏露帝耶(ソーディアン‧シャルティエ)
登場話數：未登場
技能：(不明)
奧義：魔人闇(マリアン)
本作的未登場人物，在兩年前的戰鬥中也有參戰的一人。兩年前是在「ブラックワルキューレ」的力量下復活，真實身份是「里歐‧馬格那斯(リオン・マグナス)」，持有著擁有人格的劍「劍謢・夏露帝耶(ソーディアン‧シャルティエ)」。
露蒂‧卡特雷特(ルーティ・カトレット)
登場作品：Tales of Destiny
BGM：無(附助角色)
Namco X Capcon的聲優：今井由香
Namco X Capcon的年齡：18
武器：劍謢・愛特懷特(ソーディアン‧アトワイト)
登場話數：EP1 第六話至九話，EP3 第十六話至第十八話、第二十一話、第二十五話
技能：業突張り，ファーストエイド，アイスニードル……(其他未公開)
持有著擁有人格的劍「劍謢・愛特雷特(ソーディアン‧アトワイト)」的透鏡獵人(レンズハンター)，本作是和史坦一起被基魯加美修叫到ドルアーガの塔廃墟跡，她在本作的一切行動和史坦相同。

ロック・ヴォルナット(洛克‧伍爾那德)
登場作品：ロックマンDASH(洛克人DASH)系列
BGM：フラッター号 VS ゲゼルシャフト号
Namco X Capcon的聲優：田中真弓
Namco X Capcon的年齡：14
武器：洛克炮(ロックバスター)
登場話數：EP4 第二十六話
技能：チャージ，マシンガンアーム，シールドアーム(還有其他未公開的)
奧義：シャイニングレーザー
本作是為了調查ディフレクター(Deflector)的反應而被轉移到剛剛融合一個月的すばらしき新世界(極美好的新世界)，在調查時發現了從赫里俄斯(ヘリオス)的王座轉移來的KOS-MOS和布魯斯。後因フラッター号能源不足的關係，而獨自一人去尋找ディフレクター來作能源，但是他進入了某個村子裡卻遭到村民們的襲擊。正當他孤立無助之時大雄和羅露等人的幫助，他才得救了。
在入手ディフレクター來作フラッター号的能源來逃出村時，從赫里俄斯帝國(ヘリオス帝囯)所支配的節目裡得知赫里俄斯的三等指揮正官是ロックマン・ジュノ(洛克人‧純)
飛竜(飛竜)
登場作品：ストライダー飛竜系列
BGM：踏み込め！或是宿命の始末(尙未確定)
Namco X Capcon的聲優：鳥海浩輔
Namco X Capcon的年齡：不明
武器：電漿(等離子)光劍「サイファー」
登場話數：未登場
技能：(不明)
奧義：諸神的黃昏(ラグナロク)
本作的未登場人物，在兩年前的戰鬥中也有參戰的一人。他是物質界(超未來)的一個暗殺者集団「ストライダーズ」的最年少成員，兩年前是以抹殺「グランドマスター」(Grand Master)為目的，本作參戰的理由不明
艾克斯(アレックス)
登場作品：RPG Maker 2000
BGM：嵐の中で輝いて
原作聲優：無
原作的年齡：不明
武器：長劍
登場話數：EP3 第二十話、第二十二話、第二十四話至第二十五話
技能：アレックスパンチ，ブライアンを呼ぶ，キャロルを呼ぶ(其他未公開)
奧義：スターライトⅢ，？？？
RPG Maker 2000的原設定主人公，本作是居住於名為『Run time package界』(ランタイムパッケージ界)的勇者。在五年前擊敗了該世界的魔王，而獲得了救世主的名號，在平和的Run time package界裡已一名宅男的身份居住在一個小村子裡。由於Run time package界是沒有世界觀之故，他家的電腦能接上物質界的Niconico網站上，和能購入同人誌、海報等宅物。在五年前擊敗魔王後，與魔王成為了好友(宿敵)。
本作原是和赫里俄斯(ヘリオス)沒有關係的，但因為有栖零兒和小牟的拜訪而再一次的踏上旅途去魔王的城裡替零兒等人找尋回到物質界的方法，但因為魔王能力有限，只能轉移到「閻魔大王」之處，魔王的術過於強大的關係而連他轉移過去了。就是這樣，為了找方法回去Run time package界而戰

本田(本田)
登場作品：のび太戦記ACE
BGM：無
本作年齡：不明
武器：不明
登場話數：EP2 第十五話，EP3 第二十二話至第二十三話
技能：無
奧義：無
「物質界」的特務機關，「森羅」的諜報員。在本作中以支援我方的人物登場，可是……他在第二十三話時被「德啦哥露露」注入了T-病毒，而成為了Ｂ．Ｏ．Ｗ。

### 敵方人物
哆啦A夢(ドラえもん)
登場作品：のび太戦記～導かれし者たち～
BGM：？？？
本作年齡：不明
武器：手，邪神シリヴス的手
登場話數：EP1 第九話，EP2 第十四話，EP3 第十六話、第二十五話
技能：ジェノサイドカッター，投げ
奧義：？？？
本作的敵方組織赫里俄斯(ヘリオス)的創立者。
和出木杉同樣在一年前的戰鬥中死亡，但實際上只是失去的單手，他在其後更得到了邪神シリヴス的手。他從邪神シリヴス的手裡面得知『四個異世界』、『魔大戰的真相』還有『時的狹間』，他更將時的狹間再次開放，令在逢魔騷亂時代時死掉的『某些人們』復活。他更是絕對力量主義者，他只會看上別人的力量。他再次令四個世界合一的目的就是為了成為新世界之王。
出木杉英才
登場作品：のび太戦記～導かれし者たち～
BGM：四星戰
本作年齡：12 (？)
武器：小刀
登場話數：EP1 第九話，EP2 第十四話，EP3 第十六話、第二十五話
技能：ハンドレット，瞬刃，確定予測，ポイントカット
奧義：天上天下唯我独尊
在一年前的戰鬥裡已死亡的人，可是在一年後的本作中卻不可思議的復活，曾是大雄班上的班長。本作裡以ヘリオス的精銳部隊「四星」的一人出場，也是常常以「天才」作自稱的人。本作在天空寺院以不認真時已能和大雄等人平手…然後，他就像察覺什麼而離開。原來，這是他和哆啦A夢的計畫！
第二次和斯坦爾等人見面時，被胖虎等人擊倒！！被胖虎的一句話「現在的你，大概連大雄也打不蠃」令出木杉第一次露出瘋狂般的表情更說「我絕對不承認這種事啊！！！」！最後…他還食了被哆啦A夢打下去的黃金の種，令自己變得更強！
※招式的出處是參考MELTY BLOOD的七夜志貴和遠野志貴。
沙夜
登場作品：NAMCO x CAPCOM
BGM：四星戰
Namco X Capcon的聲優：折笠愛
原作年齡：不明
武器：后曉(以三把日本刀組成的武器)，霰彈槍「くろつち」
登場話數：EP2 第十五話，EP3 第二十五話
技能：居合三連・楔→氷→焔，焔，くろつち
奧義：瞬華終刀
兩年前的戰鬥的起源，原是「逢魔」的諜報員。可是在兩年前的戰鬥的最後，因為想完成「九十九計畫」而利用自己的身體來連結被封在「時の狭間」的九十九上半身，令其計畫成功！因為零児和小牟在最後使出了威力強大的真羅万象令九十九和沙夜分離，最後零児在沙夜的要求下將她殺死…
本作裡是被哆啦A夢的力量下再次復活，更加入了ヘリオス的精銳部隊「四星」，她更將「逢魔」所有的技術全也提供了給哆啦A夢。
※EP2的初次戰鬥時，並沒在使出瞬華終刀。

## 小說
のび太戦記ACE——小說版有些內容被修改，可是感覺也不錯的，作者是シャオムウ。本筆者也正在翻譯，已完成序章。

## 外部連結
- （日語）のび太戦記ACE　情報 Wiki*[永久]

- （日語）のび太戦記ＡＣＥ　攻略